# Saint-Sulpice-de-Cognac
Saint-Sulpice-de-Cognac é uma comuna francesa na região administrativa da Nova Aquitânia, no departamento de Charente. Estende-se por uma área de 23,82 km². Em 2010 a comuna tinha 1 222 habitantes (densidade: 51,3 hab./km²).